# MG 11
MG 11 (нем. Maschinengewehr Modell 11) — швейцарский вариант станкового Пулемёта Максима под патрон 7,5×55 мм.
Пулемёт был создан в 1911 году, и был последним в серии швейцарских производных Максима.

## MG 94
Между 1891 и 1894 годами Швейцария заказала 72 станковых пулемёта под свой 7,5-мм винтовочный патрон у Maxim Nordenfelt в Англии и у Deutsche Waffen und Munitionsfabriken в Германии для крепостей и горных войск. Эта серия была обозначена как MG 94. Они были выведены из эксплуатации в 1944 году. Часть из них, устанавливашихся на самолётах, имело воздушное охлаждение.

## MG 00
В 1899 году Швейцария закупила 69 пулемётов Максим, обозначенных MG 00. В основном производства британской компании Vickers, Sons & Maxim. Пулемёты предназначались для кавалерии. Пулемёт ставился на штатив, прикреплённый к седлу наездника. MG 00 снаряжался патронами 7,5×53,5 мм GP 90, а позже адаптирован для стрельбы более мощным 7,5×55 мм GP 11.

## MG 11
Серия MG 11 первоначально закупалась в Германии. Когда поставки прекратились в связи с Первой мировой войной, производство MG 11 было развёрнуто на Waffenfabrik Bern в Берне.
MG 11 имел водяное охлаждение, как и в предыдущих сериях. Ставился на треножный станок. Использовался в крепостях, в кавалерии, на бронетехнике и в авиации швейцарской армии. В стационарных версиях имелся оптический прицел и бронещит.

## Модернизация
В 1934—1935 годах холщовые ленты заменены на металлические. Появился пламегаситель. Нововведения в спусковом механизме позволили управлять огнём одной рукой, что освободило вторую руку пулемётчика для регулировки станка непосредственно во время стрельбы.
С начала 1950-х, MG 11 стал заменяться единым пулемётом MG 51. Замена завершена в 1980-х годах.